# 最悲伤莫过于喜欢你/爽快前行！
《最悲伤莫过于喜欢你/爽快前行！》是ZARD的第41张单曲。于2006年3月8日发行。

## 摘要
这张单曲是在上一张单曲发行将近10个月后制作的。另外，继上部作品之后，是ZARD第三张双主打歌的单曲。

## 收录曲
1. 最悲伤莫过于喜欢你 （悲しいほど貴方が好き）
作词：坂井泉水
作曲：大野愛果
编曲： 叶山武
  - 日本电视台动画系列《名侦探柯南》第24个片尾曲。动画中显示"10周年纪念版ED"
  - 和声邀请竹井詩織里担任。
2. 爽快前行！ （カラッといこう!）
作词：坂井泉水
作曲：大野愛果
编曲： 叶山武
  - 富士電視台晨间新闻週六鬧鐘新聞2006年1月-3月的主题曲
3. 最悲伤莫过于喜欢你（Original Karaoke）
4. 爽快前行！（Original Karaoke）

## 参加者
ZARD
- 坂井泉水：Vocal (#1,2)

Additional Musician
- 竹井詩織里： Guest Chorus (#1,3)

## 被收录专辑
- THE BEST OF DETECTIVE CONAN 3 ～名侦探柯南 主题曲集3～(#1)